# 2015 في الأردن
فيما يلي قوائم الأحداث التي وقعت خلال عام 2015 في الأردن.

## أفلام
من الأفلام التي صدرت هذه السنة في الأردن:
- 1 يناير – 3000 ليلة من إخراج مي المصري.

## كتب
من الكتب التي صدرت هذه السنة في الأردن:
- 1 يناير – أبطال الإنترنت من تأليف هناء الرملي.

## وفيات

### يناير
- 3 يناير – معاذ الكساسبة (مواليد 1988) طيار أردني أعدمه تنظيم الدولة الإسلامية.

### مايو
- 21 مايو – ناصر الدين الأسد (مواليد 1922)